# Pic du Canigou
Der Pic du Canigou (katal.: Pic del Canigó) ist der östlichste markante Berggipfel der Pyrenäen. Er hat eine Höhe von 2785 m und galt lange als höchster Berg Kataloniens. Er gehört zum südfranzösischen Département Pyrénées-Orientales im Roussillon. Die nächstgelegene größere Stadt ist Perpignan, ca. 50 km östlich des Berges.
An den Hängen des Pic du Canigou liegen die beiden bedeutenden mittelalterlichen Abteien Saint-Martin du Canigou und Saint-Michel-de-Cuxa.

## Bedeutung
Die oft bis in den Sommer hinein verschneiten Hänge des Canigou sind aus der Küstenebene des Mittelmeeres weithin sichtbar und können noch 100 Kilometer jenseits der Küstenlinie wahrgenommen werden. Dies mag dazu beigetragen haben, dass der Canigou zu einem Symbolberg für Katalonien und Nordkatalonien wurde und zuweilen auch heute noch als „Heiliger Berg“ oder „Olymp“ der Katalanen angesehen wird. Auf dem Gipfel weht meist die mehrfach gelbrot gestreifte katalanische Flagge.

## Tradition
In der Nacht vom 23. auf den 24. Juni (Johannistag) wird auf dem Gipfel des Canigou ein Feuer angezündet. Gegen Morgen bringen dann die meist jugendlichen Teilnehmer brennende Fackeln in die Ortschaften des Tals.

## Geschichte
Der Berg wird in Latein verfassten Schriftdokumenten des Jahres 949 als Montis Canigonis erstmals erwähnt. Um das Jahr 1300 findet sich zum ersten Mal die katalanische Schreibweise canigó. Im Jahr 1285 soll der Berg angeblich vom aragonesischen König Peter III. bestiegen worden sein. Bis zum Gipfel sei der König aber nicht gelangt, denn dort sei aus einem See ein feuerspeiender Drache aufgestiegen.
Die Spitze des Berges, der damals als der höchste der Pyrenäen galt, war der südlichste Vermessungspunkt der 1700 von Jean-Dominique Cassini (Cassini I) und seinem Sohn Jacques Cassini (Cassini II) durchgeführten Gradmessung des Meridians von Paris. Auf dem Gipfel wurde eine Steinpyramide errichtet, so dass Mitarbeiter der Cassini, wenn nicht sogar der Sohn selbst, die Erstbesteiger des Pic de Canigou gewesen sein dürften.

## Klima
Der Pic du Canigou hat mehrere Klimazonen. Bis in eine Höhe von 800 bis 1000 m spricht man noch von mediterranem Klima, danach bis etwa 1700 m von Gebirgsklima. Bis etwa 2300 m ist das Klima subalpin; die Spitze des Berges gehört zur alpinen Gebirgszone.

## Besteigung

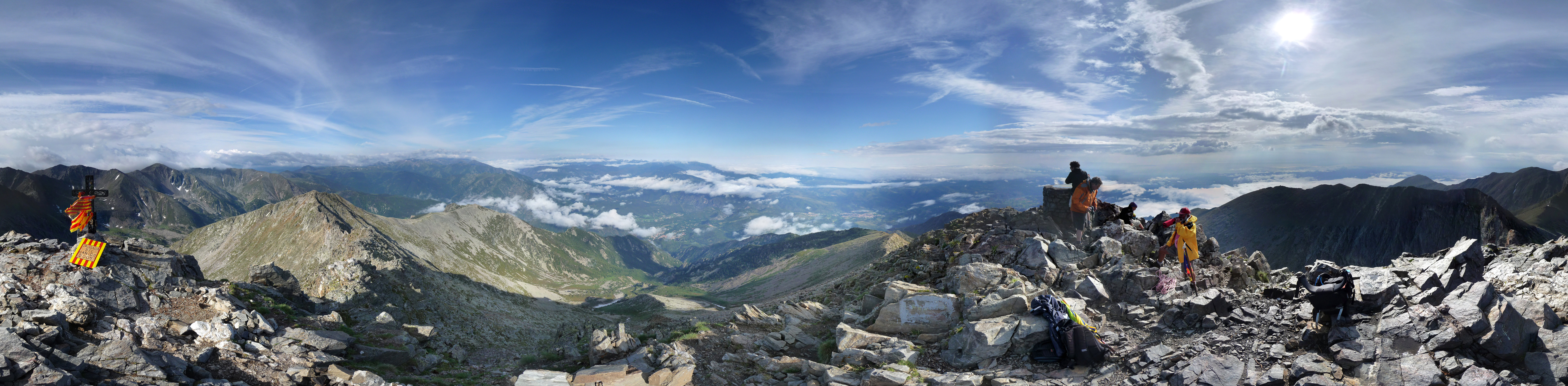
Gipfelpanorama

Die Gipfelregion des Canigou kann mit gutem Schuhwerk und sportlicher Kondition während einer Tagestour über mehrere Pfade erstiegen werden. Ferner gibt es die Möglichkeit, den größten Teil des Aufstiegs mit Hilfe von gebuchten Plätzen in einem geländegängigen Jeep zurückzulegen und nur noch die letzten rund 600 Höhenmeter in zirka zwei Stunden zu Fuß zu erklimmen.

## Flugunfälle
Mehrfach wurden Flugzeuge in Form eines CFIT (Controlled flight into terrain) im Anflug auf den Flughafen Perpignan gegen den Mont Canigou geflogen. Beispiele:
- Am 7. Oktober 1961 wurde eine Douglas DC-3/C-47B-30-DK der britischen Derby Airways (der späteren British Midland Airways) (Luftfahrzeugkennzeichen G-AMSW) im Anflug auf den Flughafen Perpignan in einer Höhe von 2200 Metern in den Mont Canigou geflogen, rund 40 Kilometer südwestlich des Zielflughafens. Dabei wurden alle 34 Insassen getötet, drei Besatzungsmitglieder und 31 Passagiere.[3]

- Am 3. Juni 1967 kollidierte eine Douglas DC-4/C-54A der britischen Air Ferry (G-APYK) im Anflug auf den Flughafen Perpignan in knapp 1200 Meter Höhe mit dem Mont Canigou, rund 40 Kilometer südwestlich des Zielflughafens. Die vollbesetzte Maschine kam als Charterflug vom britischen Flughafen Manston. Alle 88 Menschen an Bord wurden getötet (5 Besatzungsmitglieder und 83 Passagiere). Es handelt sich um den Unfall einer DC-4 mit den meisten Todesopfern. Als beitragende Ursachen für den Orientierungsverlust der Piloten wurden eine Kohlenmonoxyd-Vergiftung sowie schlechte Sprachkenntnisse der Flugsicherung in Perpignan ermittelt (siehe auch Flugunfall der Douglas DC-4 G-APYK der Air Ferry).[4][5][6][7]

## Galerie

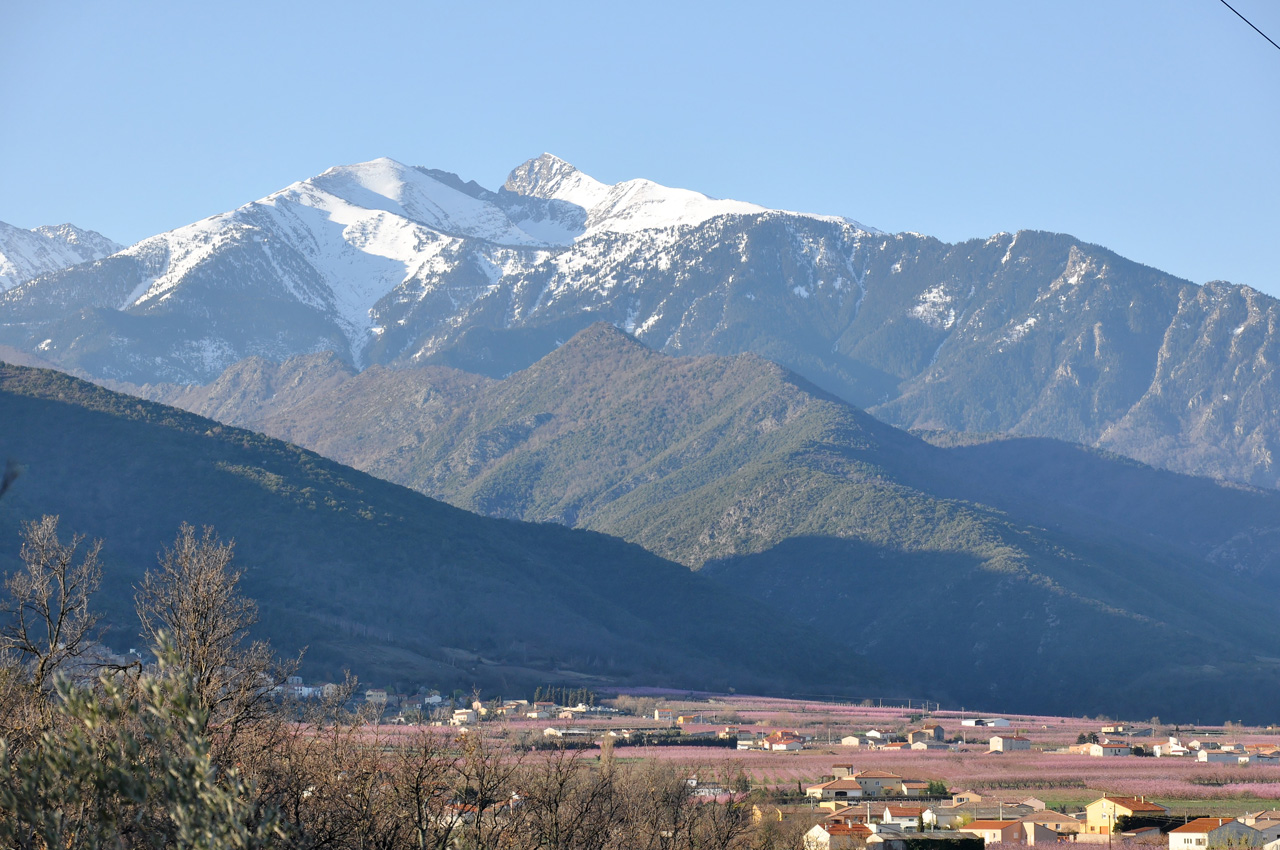
Blick über Vinça auf den Pic du Canigou
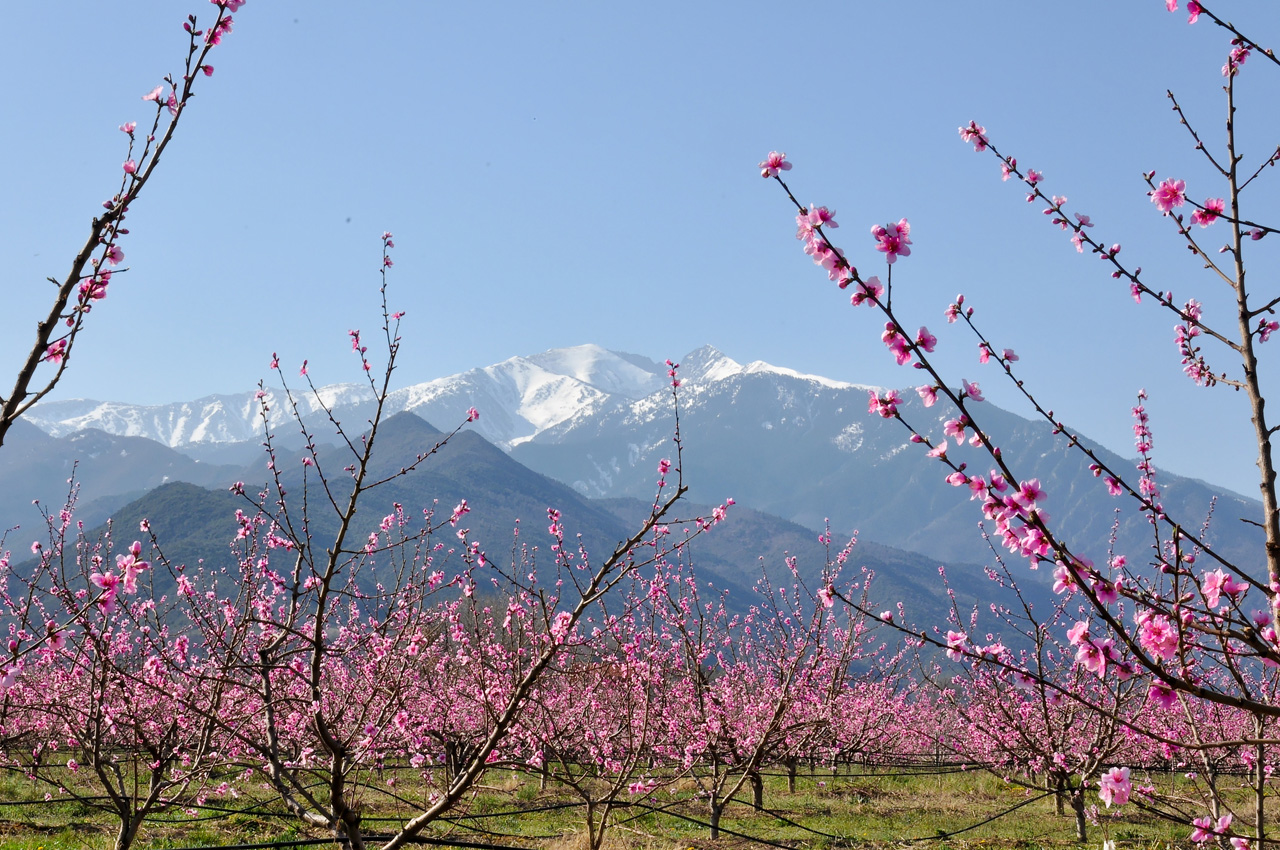
Blühende Pfirsichbäume im Tal des Têt vor der Kulisse des Canigou
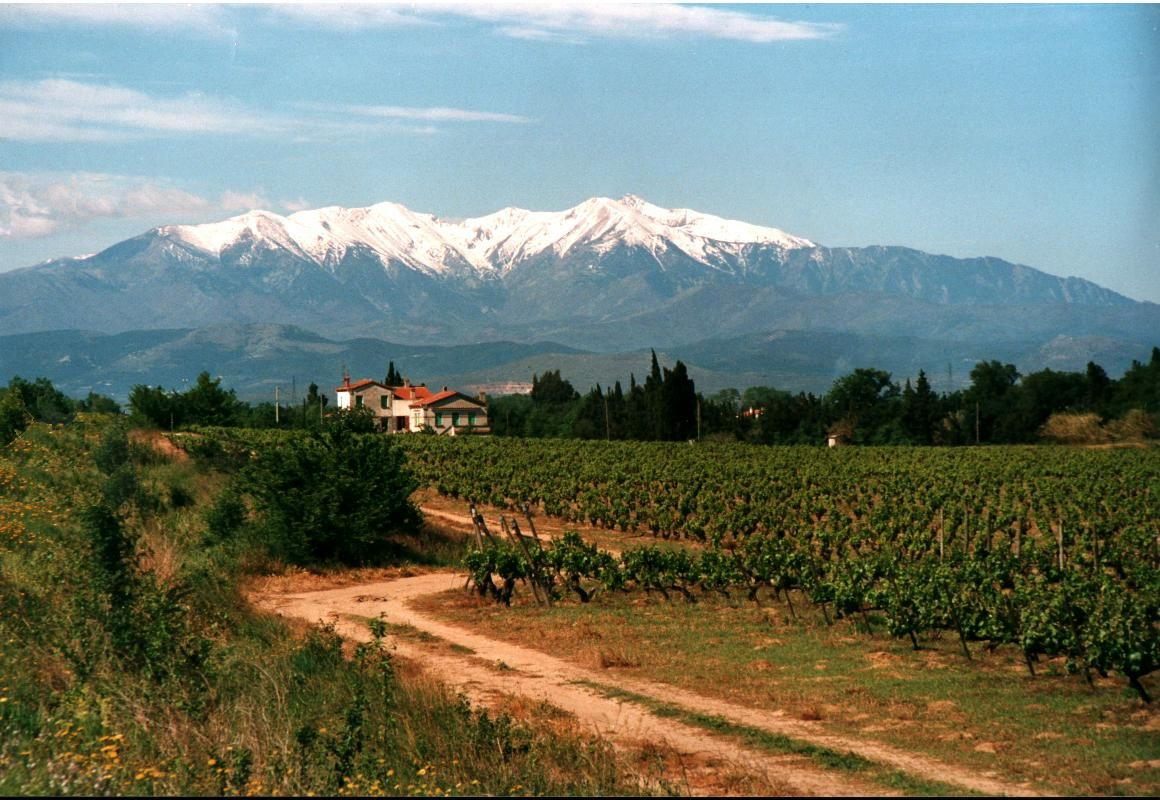
Der Canigou von Perpignan aus gesehen